# كفر بطرة
كفر بطرة (بالكردية: Keferbetrê‏) هي قرية سوريّة تتبع إداريّاً لمحافظة حلب منطقة عفرين ناحية مركز عفرين. بلغ تعداد سكانها 63 نسمة حسب التعداد السكاني لعام 2004، و282 نسمة حسب قيود السجل المدني لنهاية عام 2005. وهي من قرى عشيرة روباري الكرديّة.